# Norman Ramsey

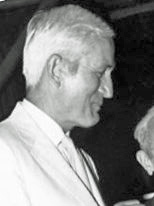
Norman Foster Ramsey (1970)

Norman Foster Ramsey (* 27. August 1915 in Washington, D.C.; † 4. November 2011 in Wayland, Middlesex County, Massachusetts) war ein US-amerikanischer Physiker. 1989 erhielt er den Physik-Nobelpreis für seine Arbeiten, die zu verbesserten spektroskopischen Verfahren in der Atom-, Molekül- und Kernphysik und zu präzisen Zeit- und Frequenzmessungen führten. Diese Verfahren sind die Grundlage der Zeitmessung mit Atomuhren.

## Leben und Werk
Ramsey wurde als Sohn eines Offiziers und einer deutschstämmigen ehemaligen Mathematikdozentin (an der University of Kansas) geboren. Die Familie zog aufgrund der militärischen Versetzungen des Vaters häufig um, u. a. nach Paris. Ab 1931 begann er ein Ingenieursstudium an der Columbia University, wechselte aber zur Mathematik, wobei er schon vor seiner Graduierung aufgrund regelmäßig gewonnener Wettbewerbe eine Assistentenstelle erhielt. Nach der Graduierung (Bachelor) 1935 besuchte er die Universität Cambridge in England, wo er den Bachelorgrad in Physik erwarb, Maurice Goldhaber war sein Tutor.

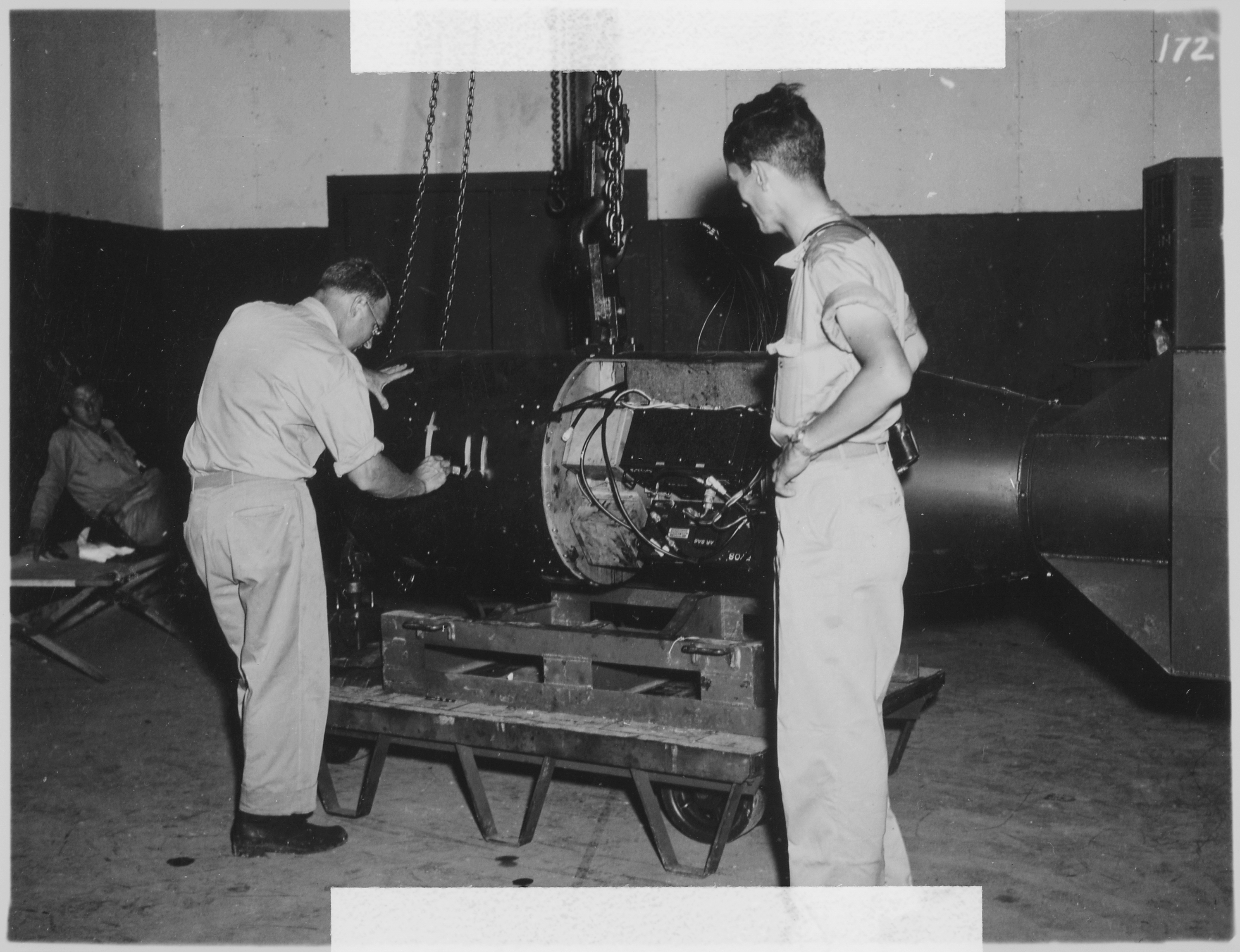
Norman Foster Ramsey (rechts) mit der Atombombe Little Boy, 1945

Danach arbeitete er wieder an der Columbia University in der Gruppe von Isidor Isaac Rabi, der gerade die Molekularstrahl-Magnetresonanz-Methode erfunden hatte. Gemeinsam mit Rabi und dessen Mitarbeitern Kellogg und Zacharias untersuchte er Kernmomente und entdeckte das elektrische Quadrupolmoment des Deuterons. Nach seiner Promotion 1940 bei Rabi ging er als Fellow der Carnegie Institution nach Washington, D.C., um die Neutron-Proton-Streuung und die Streuung von Neutronen an Heliumkernen zu untersuchen.
Im Zweiten Weltkrieg arbeitete er zunächst in der Radarforschung am MIT-Radiation-Lab (Entwicklung eines 3-cm-Radars) und ab 1943 am Manhattan Project der Atombombenentwicklung in Los Alamos.
Nach dem Zweiten Weltkrieg nahm er seine Molekularstrahlexperimente mit Rabi als Professor an der Columbia University wieder auf und untersuchte die Hyperfeinstruktur im Spektrum des Wasserstoffatoms. Mit Rabi war er einer der Initiatoren des Brookhaven National Laboratory, dessen erster Leiter des Physik-Departments Ramsey 1946 war. 1947 wurde er Professor in Harvard, wo er ein Labor für Molekularstrahlexperimente aufbaute. Hier entwickelte er die „Separated oscillatory field method“ für Magnetresonanzexperimente und führte mit seinen Studenten und Mitarbeitern zahlreiche Experimente zur Molekül- und Kernphysik durch (Kernmomente, Kernspins, Elektronenverteilung in Molekülen, Spin-Spin-Wechselwirkung usw.). Mit seinem Schüler Daniel Kleppner entwickelte er den Wasserstoff-Maser, mit dem er Präzisionsuntersuchungen zur Hyperfeinstruktur anstellte. Mit Robert Vessot und anderen entwickelten sie daraus auch eine Atomuhr. 1950 wurde Ramsey in die American Academy of Arts and Sciences gewählt.
Ramsey leitete auch eine Gruppe, die am Institut Laue-Langevin in Grenoble an Neutronenstrahlen u. a. das magnetische Dipolmoment des Neutrons genau bestimmte und obere Grenzen für ein mögliches elektrisches Dipolmoment angab (falls dieses existiert, wäre es ein Beispiel für die Verletzung der Zeitumkehrinvarianz). In Harvard war er auch Direktor des „Harvard Cyclotrons“, eines Zyklotron-Beschleunigers, mit dem er und seine Mitarbeiter Proton-Proton-Streuung untersuchten, und an der Konstruktion des 6-GeV-Elektronenbeschleunigers in Cambridge beteiligt, mit dem er in den 1960er Jahren u. a. die Elektron-Proton-Streuung untersuchte.
1986 ging er in Harvard in den Ruhestand, blieb aber weiter als Physiker aktiv.
Ramsey schrieb auch theoretische Arbeiten, u. a. über die Wechselwirkung von Kernen in Molekülen inklusive chemischer Effekte der NMR, frühe Arbeiten über Parität und Zeitumkehrinvarianz und das Konzept negativer Temperaturen.

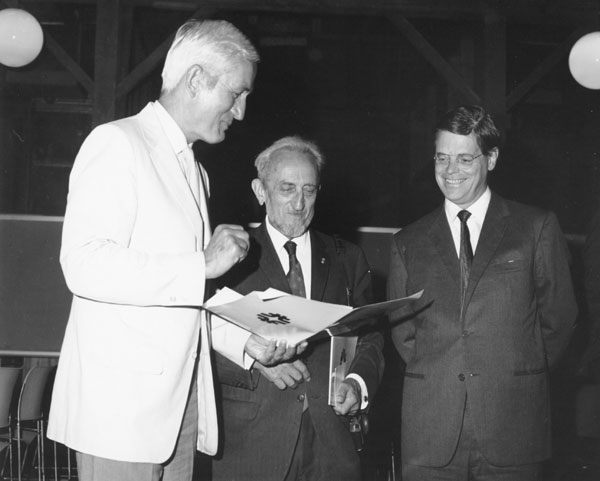
Norman Ramsey (links), Francis Perrin (Mitte) und Robert R. Wilson (rechts), 1970

Als Wissenschaftlicher Berater des NATO-Generalsekretärs initiierte er die NATO Advanced Study Programs. Als langjähriger Präsident der Universities Research Association war er auch an der Entwicklung des Fermilab beteiligt.
Ramsey war zweimal verheiratet, in erster Ehe von 1940 bis 1983.

## Auszeichnungen
- 1950 Mitglied der American Academy of Arts and Sciences
- 1952 Mitglied der National Academy of Sciences
- 1958 Mitglied der American Philosophical Society
- 1960 Ernest-Orlando-Lawrence-Preis
- 1974 Davisson-Germer-Preis
- 1984 IEEE Medal of Honor
- 1985 I. I. Rabi Award des IEEE
- 1988 National Medal of Science
- 1989 Auswärtiges Mitglied der Académie des sciences
- 1989 Nobelpreis für Physik

Er war mehrfacher Ehrendoktor, u. a. der University of Chicago, der Rockefeller University, von Oxford.

## Schriften
- mit Emilio Segrè: Experimental Nuclear Physics. Wiley, 1953
- Nuclear Moments. John Wiley, 1953
- Molecular Beams. Oxford University Press, 1956, 1985
- mit Daniel Kleppner: Quick Calculus. Wiley, 1965, 1985
- mit Isidor Isaac Rabi, J. Kellogg und J. Zacharias: Magnetic Moments of Proton and Deuteron. Radiofrequency Spectrum of H2 in Magnetic fields. In: Physical Review. Band 56, 1939, S. 728.
- mit Rabi, Kellogg und Zacharias: Electrical Quadrupole Moment of the Deuteron. Radiofrequency Spectra of HD and D2 Molecules in a Magnetic Field. In: Physical Review. Band 57, 1940, S. 677
- Molecular Beam Resonance Method with Separated Oscillating Fields. In: Physical Review. Band 78, 1950, S. 695
- Thermodynamics and Statistical Mechanics at Negative Absolute Temperatures. In: Physical Review. Band 103, 1956, S. 20.
- mit J. Smith und Edward Purcell: Experimental Limit to the Electric Dipole Moment of the Neutron. In: Physical Review. Band 108, 1957, S. 120
- Time Reversal, Charge Conjugation, Magnetic Pole Conjugation and Parity. In: Physical Review. Band 109, 1958, S. 225.
- mit Kleppner und H. Goldenberg: Atomic Hydrogen Maser. In: Physical Review Letters. Band 8, 1960, S. 361
- mit Kleppner und Goldenberg: Theory of the Hydrogen Maser. In: Physical Review. Band 126, 1962, S. 603.
- mit S. Crampton und Kleppner: Hyperfine Structure of Ground State of Atomic Hydrogen. In: Physical Review Letters. Band 11, 1963, S. 338.
- mit Kleppner, H. Berg, Crampton, Vessot, H. Peters und J. Vanier: Hydrogen Maser Principles and Techniques. In: Physical Review A. Band 138, 1965, S. 972.